# Gertrude Atherton
Pour les articles homonymes, voir Atherton.
Œuvres principales
The Conqueror (1902)
Black Oxen (1923)
Gertrude Atherton, née à San Francisco dans l'État de la Californie le 30 octobre 1857 et morte dans la même ville le 14 juin 1948, est une romancière, nouvelliste, essayiste et journaliste américaine.

## Biographie

### Jeunesse et formation
Née Gertrude Franklin Horn, est la fille unique de Thomas Lodowick Horn et de Gertrude Franklin Horn. Son père est un homme d'affaires qui a quitté l'État du Connecticut pour s’installer à San Francisco. Son grand-père maternel, un banquier et patron de presse est le petit-neveu de Benjamin Franklin, après le divorce de ses parents qui est prononcé après trois ans de vie commune, conséquence de l'alcoolisme de son père, il recueille Gertrude Franklin Horn et sa mère dans son ranch de San José. Quand Gertrude Franklin Horn, a sept ans, sa mère épouse en secondes noces John F. Uhlhorn. De ce second mariage, naissent deux filles, demi-sœurs de la jeune Gertrude Franklin Horn. Son beau-père s'avère être lui aussi un alcoolique et de plus, il dépense l'argent de son épouse dans le jeu,,,.

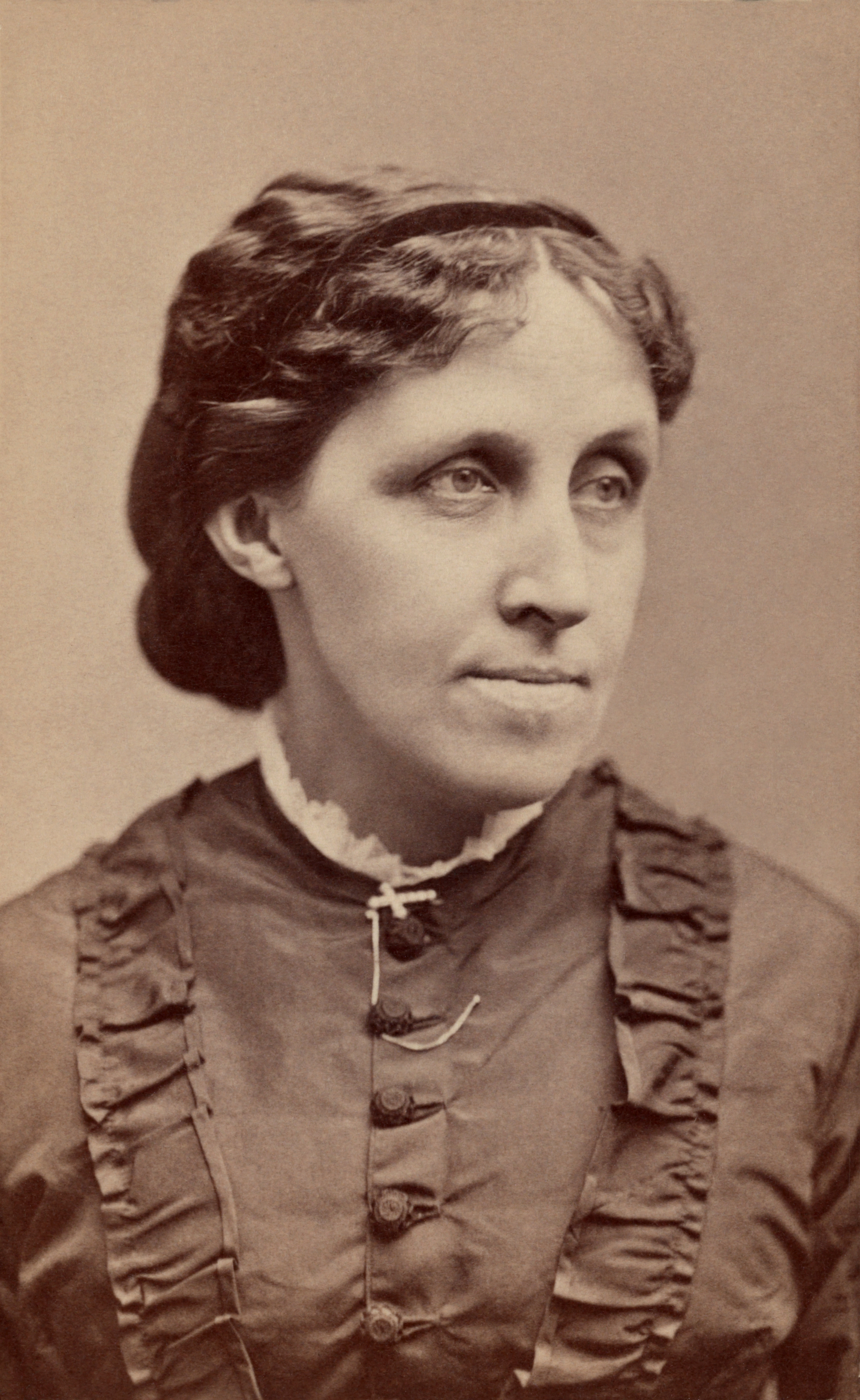
Louisa May Alcott.

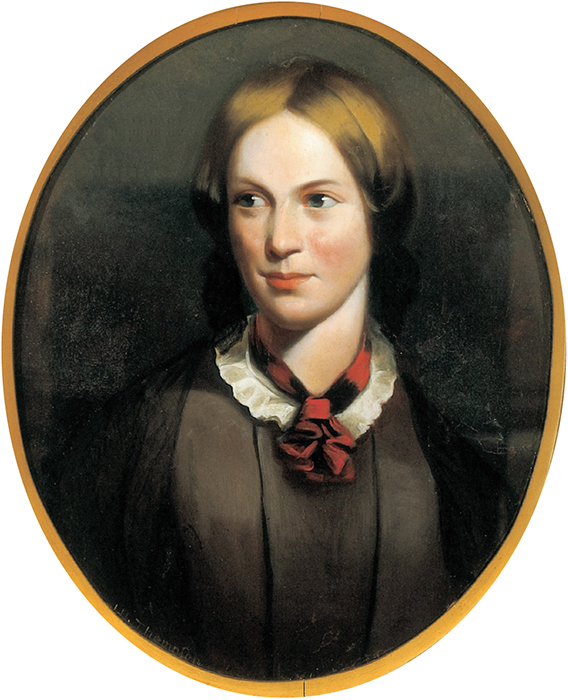
Charlotte Brontë.

Gertrude Franklin Horn suit ses études secondaires au St. Mary's Hall, un établissement de Benicia, dans l'État de la Californie. À ses 17 ans, souffrant de la tuberculose, son grand-père l'envoie à Lexington dans le Kentucky pour bénéficier du climat. Elle poursuit ses études à la Sayre School (en) de Lexington. Le climat lui profite, elle guérit de la tuberculose. Durant ses études, Gertrude Franklin Horn à côté de romans merveilleux, elle se passionne pour des romans tels que Les Quatre Filles du docteur March de Louisa May Alcott et Jane Eyre de Charlotte Brontë,,,.
Guérie, Gertrude Franklin Horn retourne à San José. sa mère envisage un troisième mariage avec un certain George Henry Bowen Atherton, de 16 ans son cadet, fils d'un négociant prospère. Quand George H.B. Atherton voit la jeune Gertrude, il tombe amoureux d'elle et la convainc de convoler avec lui, ils se marient le 14 février 1876, mariage qui met fin aux relations de Gertrude avec sa mère,,,.

### Carrière

#### Premier roman qui suscite le scandale
Depuis ses 14 ans, elle a décidé qu'elle serait une écrivaine. Gertrude Atherton a écrit plusieurs romans qu'elle laisse inachevés. Il faut attendre 1882, pour qu'elle publie sous le pseudonyme d'Asmodeus, un roman-feuilleton, The Randolphs of Redwoods, dans un périodique de San Francisco The Argonaut (en). Les passages « érotiques » scandalisent son mari, sa belle-famille et son entourage à l'esprit fermé. The Randolphs of Redwoods est publié en roman sous le titre de A Daughter of the Vine en 1899. Ce premier roman est le premier d'une longue suite de romans qui défient les conventions sociales,. 

#### La liberté d'écriture
Son époux, George H.B. Atherton  meurt en mer en 1887, elle quitte alors la Californie pour emménager à New York et pouvoir se consacrer pleinement à l'écriture. Puis elle entreprend des voyages en France, au Royaume-Uni, en Allemagne. Ces voyages se retrouvent par la diversité des lieux, théâtre de ses romans. Cela dit, la Californie est souvent le cadre de ses romans, plus spécialement la période de la Californie hispanique, comme The Doomswoman (1900), The Splendid Idle Forties (1902) et Rezánov (1906),,.

#### Son premier best-seller

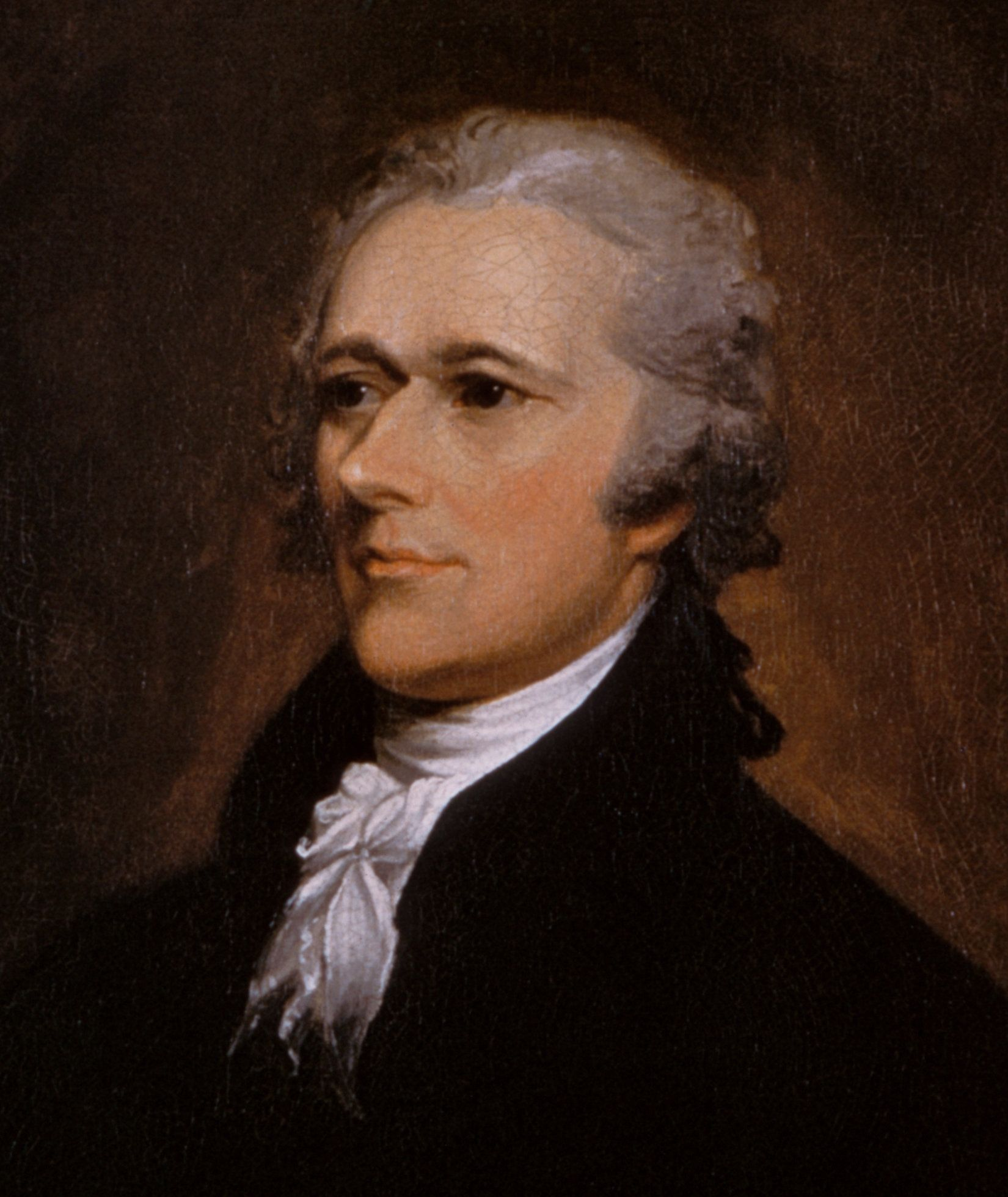
Portrait d'Alexander Hamilton peint par John Trumbull en 1806.

Son premier best-seller est The Conqueror, publié en 1902, qui est un roman historique traitant de la vie d'Alexander Hamilton. Pour rédiger ce livre, elle a consulté plus de deux cents ouvrages et s'est rendue aux Antilles britanniques, où est né Alexander Hamilton. The Conqueror se vend à plus d'un million d'exemplaires,. 
Son second best-seller Black Oxen (1923) a été adapté en film muet du même nom dès sa sortie. En plus d'une quarantaine de romans, elle a écrit des nouvelles, des essais et des articles pour des magazines et des journaux sur des sujets comme le féminisme, la politique et la guerre. Elle a parfois été controversée, surtout en raison de son anticommunisme.

### Vie privée
Gertrude Atherton épouse George H.B. Atherton le 14 février 1876, devenue veuve elle refuse de se remarier afin d'être libre et pouvoir se consacrer à l'écriture .
Gertrude Atherton est inhumée au Cypress Lawn Memorial Park (en) de Colma, en Californie.

## Œuvres (sélection)
Quand une œuvre est suivie d'un identifiant ISBN, cela signifie qu'elle a fait l'objet de rééditions récentes sous forme de fac-similé ou non, l'identifiant est celui, en principe, de la réédition la plus récente, sans préjuger d'autres rééditions antérieures ou ultérieures. La lecture accessible en ligne est, tant que se faire se peut, la lecture de l'édition originale.

### Romans
- (en-US) What Dreams May Come: A Romance, Forgotten Books, 1888, rééd. 23 novembre 2018, 198 p. (ISBN 9780483199279, lire en ligne),
- (en-US) A Question of Time, New York, J. W. Lovell Company, 1891, rééd. 26 octobre 2018, 264 p. (ISBN 9781330980712, lire en ligne),
- (en-US) A Whirl Asunder, New York, F. A. Stokes Company, 1895, 206 p. (lire en ligne),
- (en-US) His Fortunate Grace, New York, D. Appleton and Company, 1897, rééd. 26 août 2016, 236 p. (ISBN 9781363041954, lire en ligne)
- (en-US) The Valiant Runaways, New York, Londres, James Nisbet and Company, 1898, 327 p. (lire en ligne),
- (en-US) American Wives & English Husbands, New York, Dodd, Mead and Company, 1898, rééd. 19 octobre 2017, 356 p. (ISBN 9783337351151, lire en ligne),
- (en-US) A Daughter of the Vine, John Lane (réimpr. 2014, 2018, 2023) (1re éd. 1899), 300 p. (ISBN 9781088149423),
- (en-US) The Doomswoman : an Historical Romance of Old California, New York, Continental Publishing Company, 1900, 282 p. (lire en ligne),
- (en-US) The Aristocrats, Londres & New York, John Lane, 1901, 322 p. (lire en ligne),
- (en-US) The Conqueror : Being the True and Romantic Story of Alexander Hamilton, New York, Macmillan Company, 1902, rééd. 25 avril 2015, 574 p. (ISBN 9781340295004, lire en ligne)
- (en-US) The Splendid Idle Forties : stories of old California, New York, The Macmillan Company, 1902, 412 p. (lire en ligne),
- (en-US) The Bell in the Fog & Other Stories, Woodsworth Editions, 1905, rééd. 2006, 175 p. (ISBN 9781840225402, lire en ligne),
- (en-US) Rezánov, New York & Londres, The Authors and newpapers, 1906, rééd. 1 mars 2005, 354 p. (ISBN 9780766194106, lire en ligne),
- (en-US) Ancestors; a Novel, New York, Harper, 1907, 726 p. (lire en ligne),
- (en-US) The Gorgeous Isle, New York, Doubleday, Page & Company, 1908, rééd. 3 août 2017, 250 p. (ISBN 9781406884852, lire en ligne),
- (en-US) The Tower of Ivory, John Murray (réimpr. 1912, 2009, 2018, 2019) (1re éd. 1910), 496 p. (ISBN 9783966613736, OCLC 634724937)[6],
- (en-US) Julia France and her Times, New York, The Macmillan Company, 1912, 552 p. (lire en ligne),
- (en-US) Mrs. Balfame, New York, A. L. Burt Company / Frederick A. Stokes Company, 1916, 359 p. (lire en ligne),
- (en-US) The White Morning; a Novel of the Power of the German Women in Wartime, New York, Frederick A. Stokes, 1918, 218 p. (lire en ligne),
- (en-US) Transplanted, New York, Dodd, Mead and Company, 1919, 360 p. (lire en ligne),
- (en-US) The Avalanche: A Mystery Story, New York, Frederick A. Stokes company, 1919, rééd. 11 décembre 2017, 248 p. (ISBN 9788184561333, lire en ligne),
- (en-US) The Sisters-In-Law: A Novel of Our Time, New York, Frederick A. Stokes Company, 1921, 360 p. (lire en ligne),
- (en-US) Sleeping Fires; a Novel, New York, Frederick A. Stokes Company, 1922, 319 p. (lire en ligne),
- (en-US) Dormant Fires, Londres, John Murray, 1922, 320 p. (lire en ligne),
- (en-US) Melanie Dawson (dir.), Black Oxen, Broadview Press Inc, 1 décembre 1923, rééd. 5 avril 2012, 350 p. (ISBN 9781554810253, lire en ligne),
- (en) The Immortal Marriage, New York, Boni & Liveright, 1er janvier 1927, 538 p. (ISBN 9781417915590, OCLC 752824633)[7],
- (en-US) Dido, Queen of Hearts, New York, H. Liveright, 1er janvier 1929, 384 p. (OCLC 905856)[8],
- (en-US) The Jealous Gods: A Processional Novel Of The Fifth Century BC Concerning One Alcibiades, New York, H. Liveright, 1928, 462 p. (ISBN 9781417928071, lire en ligne)[9],

### Nouvelles
- (en-US) Death and the Woman, Createspace Independent Publishing Platform, ?, rééd. 13 mai 2014, 24 p. (ISBN 9781499551433),
- (en-US) The Striding Place, Createspace Independent Publishing Platfor, 1896, rééd. 13 mai 2014, 24 p. (ISBN 9781499551617)
- (en-US) The Splendid Idle Forties; Stories of Old California, New York, Frederick A. Stokes, 1902, 408 p. (lire en ligne),

### Essais
- (en-US) California; An Intimate History, New York & Londres, Harper & Brothers, 1914, 408 p. (lire en ligne)[10],
- (en-US) The Living Present : Frenchwomen in war time. - Feminism in peace and war., New York, Frederick A. Stokes Company, 1917, 345 p. (OCLC 316163970, lire en ligne)[11],
- (en-US) Golden Gate country, New York, Duell, Sloan & Pearce, coll. « American folkways », 1er janvier 1945, 256 p. (OCLC 601835010)[12],

### Autobiographie
- (en-US) Adventures of a Novelist, New York, Blue Ribbon, mars 1932, rééd. 1 octobre 1992, 618 p. (ISBN 9780781250016, lire en ligne),
- (en-US) My San Francisco: A Wayward Biography, Indianapolis, New York, Bobbs-Merrill Company, 1946, 366 p. (OCLC 1386413, lire en ligne)[13],

### Articles
- « The Hunt for Hamilton's Mother », The North American Review, Vol. 175, No. 549,‎ août 1902, p. 229-242 (14 pages) (lire en ligne),
- « Denmark and the Treaty », The North American Review, Vol. 175, No. 551,‎ octobre 1902, p. 500-505 (6 pages) (lire en ligne),
- « Why Is American Literature Bourgeois? », The North American Review, Vol. 178, No. 570,‎ mai 1904, p. 771-781 (11 pages) (lire en ligne),
- « Nicolai Petrovich Rezanov », The North American Review, Vol. 189, No. 642,‎ mai 1909, p. 651-661 (11 pages) (lire en ligne),
- « Marie Hay, Intellectual Romantic », The North American Review, Vol. 193, No. 664,‎ mars 1911, p. 403-408 (6 pages) (lire en ligne),
- « A Threatened Despotism of Spirit », The New York Times Current History of the European War, Vol. 2, No. 5,‎ août 1915, p. 981-983 (3 pages) (lire en ligne),
- « Charles Caldwell Dobie 1881-1943 », California Historical Society Quarterly, Vol. 22, No. 1,‎ mars 1943, p. 91 (1 page) (lire en ligne),

## Pour en savoir plus

#### Notices dans des encyclopédies et manuels de références
- (en-US) Paul Wilson Boyer (dir.), Notable American Women : A Biographical Dictionary, vol. 1 : 1607-1950, A-F, Cambridge, Massachusetts, Belknap Press of Harvard University Press., 1er janvier 1971, 687 p. (ISBN 9780674288362, lire en ligne), p. 64-65.
- (en-US) The Oxford Companion to Women's Writing in the United States, New York, Oxford University Press, USA, 5 janvier 1995, 1021 p. (ISBN 9780195066081, lire en ligne), p. 81-82,
- (en-US) John A. Garraty & Mark C. Carnes, American National Biography, vol. 1 : Aarons - Baird, New York, Oxford University Press, USA, 1er janvier 1999, 912 p. (ISBN 9780195127805, lire en ligne), p. 707-708. ,
- (en-US) Anne Commire & Deborah Klezmer (dir.), Women in World History, Volume 1: Aak - Azz, vol. 1 : Aak - Azz, Waterford, Connecticut, Yorkin Publications / Gale, 8 octobre 1999, 666 p. (ISBN 9780787637361, lire en ligne), p. 596-600. ,
- (en-US) Laurie Champion (dir.), American Women Writers, 1900-1945 : A Bio-Bibliographical Critical Sourcebook, Westport, Connecticut, Greenwood Press, 30 septembre 2000, 413 p. (ISBN 9780313309434, lire en ligne), p. 6-11,
- (en-US) Merriam Webster's Dictionary of American Writers, Springfield, Massachusetts, Merriam-Webster, 1er janvier 2001, 545 p. (ISBN 9780877790228, lire en ligne), p. 20,

#### Essais
- (en-US) Charlotte S. McClure, Gertrude Atherton, Boston, Twayne Publishers, juin 1976, rééd. 1 janvier 1979, 176 p. (ISBN 9780805772166, lire en ligne),
- (en-US) Emily W. Leider, California's Daughter: Gertrude Atherton and Her Times, Stanford, Californie, Stanford University Press, 1er janvier 1991, 456 p. (ISBN 9780804718202, lire en ligne)

#### Articles
- (en-US) Henry James Forman, « A Brilliant California Novelist, Gertrude Atherton », California Historical Society Quarterly, Vol. 40, No. 1,‎ mars 1961, p. 1-10 (11 pages) (lire en ligne ),

- (en-US) Charlotte S. McClure, « A Checklist of the Writings of and about Gertrude Atherton », American Literary Realism, 1870-1910, Vol. 9, No. 2,‎ printemps 1976, p. 102-162 (61 pages) (lire en ligne ),
- (en-US) Carolyn Forrey, « Gertrude Atherton & the New Woman », California Historical Quarterly, Vol. 55, No. 3,‎ 1976, p. 194-209 (16 pages) (lire en ligne ),
- (en-US) Charlotte S. McClure, « Gertrude Atherton (1857-1948) », American Literary Realism, 1870-1910, Vol. 9, No. 2,‎ printemps 1976, p. 95-101 (8 pages) (lire en ligne ),
- (en-US) Emily Leider, « "Your Picture Hangs in My Salon": The Letters of Gertrude Atherton to Ambrose Bierce », California History, Vol. 60, No. 4,‎ hiver 1981/1982),, p. 332-349 (18 pages) (lire en ligne ),
- (en-US) Louis J. Budd, « Gertrude Atherton on Mark Twain », Mark Twain Journal, Vol. 21, No. 3,‎ printemps 1983, p. 18 (1 page) (lire en ligne ),
- (en-US) Anne Morey, « “The Gland School”: Gertrude Atherton and the Two Black Oxen », Framework: The Journal of Cinema and Media, Vol. 54, No. 1,‎ printemps 2013, p. 59-76 (18 pages) (lire en ligne ),